# HD 149382
HD 149382 — звезда, которая находится в созвездии Змееносец на расстоянии около 241 светового года от Земли. Вокруг звезды обращается коричневый карлик.

## Характеристики
HD 149382 представляет собой горячий субкарлик, самый яркий из известных науке на сей день. Это компактная звезда с чрезвычайно высокой температурой поверхности — более 35 тысяч градусов по Кельвину (для сравнения, температура на поверхности Солнца не превышает 6000 градусов). Подобные объекты имеют исключительно малое количество тяжёлых элементов и относятся к популяции II — звёзд, родившихся из материала первых, самых древних звёзд. Таким образом, HD 149382 намного старше Солнца. Она имеет очень малую радиальную скорость, всего 3 км/с, что говорит о её медленном движении в плоскости Галактики. Масса звезды составляет 0,47 масс Солнца.

## Планетная система
В августе 2009 года группой немецких и голландских астрономов было объявлено об открытии коричневого карлика HD 149382 b, обращающегося вокруг данной звезды. Его масса приблизительно равна 8—23 массам Юпитера. Близкое расположение коричневого карлика к звезде (всего 0,02 а. е.) говорит о высокой температуре его атмосферы. Тем не менее, яркость объекта столь мала, что его невозможно зарегистрировать с помощью современных оптических приборов. Полный оборот вокруг звезды субзвёздный компаньон совершает за 2,39 суток.